# Козер, Индрек
Индрек Козер (эст. Indrek Koser; 29 апреля 1986, Тарту) — эстонский футболист, вратарь, футбольный тренер.

## Биография

### Карьера игрока
На взрослом уровне дебютировал в составе «Таммеки» в 16-летнем возрасте в первой лиге Эстонии, и за три сезона провёл 35 матчей. В 2004 году стал победителем первой лиги. После выхода клуба в высший дивизион потерял место в составе и в течение полутора лет не появлялся на поле. Дебютный матч в высшей лиге сыграл 27 августа 2006 года против ТФМК (1:2), выйдя на замену на 78-й минуте после удаления основного вратаря Керта Кютта, и за последующее время пропустил два гола. Всего на высшем уровне в 2006 году принял участие в 6 матчах (из них 3 отыграл не полностью) и пропустил 4 мяча.
С 2007 года играл на любительском уровне за клубы низших дивизионов Эстонии. В большинстве матчей выступал не на позиции вратаря, а в поле на позиции полузащитника. Также играл в мини-футбол за клубы высшей и первой лиги Эстонии («Райтвоод», «Бест Кредит»).

### Карьера тренера
С начала 2010-х годов работал в тренерском штабе «Таммеки», в том числе в 2013 году возглавлял дублирующий состав. В начале 2014 года назначен главным тренером «Таммеки» и тренировал команду в течение трёх сезонов. С 2017 года работает с юношескими командами и входит в правление клуба. Одновременно, с 2018 года работает главным тренером юношеской сборной Эстонии (до 18 лет). Имеет тренерскую лицензию «А».